# Schiffneria yunnanensis
Schiffneria yunnanensis là một loài rêu trong họ Cephaloziaceae. Loài này được C. Gao & W. Li mô tả khoa học đầu tiên năm 2006.